# Парламентские выборы в Кыргызстане (2000)
Выборы в Жогорку Кенеш Кыргызстана прошли в два тура, первый прошёл 20 февраля, второй — 12 марта. 73 места из 105 получили независимые кандидаты, вновь став доминирующей силой парламента. Из политических партий больше всех мест смог занять Союз демократических сил Кыргызстана — 12 депутатов. В парламент также вошли ещё 8 политических партий и движений. Власти контролировали подсчёт голосов, на округах, где выдвигались оппозиционные кандидаты. До выборов не были допущены Народная партия Кыргызстана и партия «Ар-Намыс». Демократическое движение Кыргызстана было снято с выборов.

## Избирательная система
Жогорку Кенеш состоял из двух палат: Законодательного собрания, состоящего из 60 депутатов, 15 из которых избирались по партийным спискам, 45 по одномандатным округам. Вторая палата — Собрание народных представителей состояла только из одномандатников, которые избирались в количестве 45 человек.

## Результаты
| Партия                                                                 | Одномандатные округа | Партийные списки | Партийные списки | Партийные списки | Всего мест | Изменение |
| Партия                                                                 | Места                | Голоса           | %                | Места            | Всего мест | Изменение |
| ---------------------------------------------------------------------- | -------------------- | ---------------- | ---------------- | ---------------- | ---------- | --------- |
| Партия коммунистов Кыргызстана                                         | 5                    | 454 589          | 28,17 %          | 1                | 6          | ▲3        |
| Союз демократических сил                                               | 1                    | 306 239          | 18,98 %          | 11               | 12         | ▲12       |
| Демократическая партия женщин Кыргызстана                              | 1                    | 208 367          | 12,91 %          | 0                | 1          | ▬0        |
| Партия Ветеранов                                                       | 2                    | 131 933          | 8,18 %           | 0                | 2          | ▲2        |
| Ата-Мекен                                                              | 0                    | 106 348          | 6,59 %           | 1                | 1          | ▼2        |
| Партия действия (Моя страна)                                           | 4                    | 82 352           | 5,10 %           | 0                | 4          | ▲4        |
| Республиканская демократическая партия                                 | 0                    | 68 405           | 4,24 %           | 2                | 2          | ▼1        |
| Аграрная рабочая партия Кыргызстана                                    | 2                    | 40 364           | 2,50 %           | 0                | 2          | ▲1        |
| Аграрная партия Кыргызстана                                            | 0                    | 39 766           | 2,46 %           | 0                | 0          | ▼1        |
| Манас                                                                  | 0                    | 39 114           | 2,42 %           | 0                | 0          | ▬0        |
| Асаба                                                                  | 0                    | 24 663           | 1,53 %           | 0                | 0          | ▼4        |
| Республиканская народная партия Кыргызстана                            | 2                    | —                | —                | —                | 2          | ▲2        |
| Независимые                                                            | 73                   | —                | —                | —                | 73         | ▲6        |
| Против всех                                                            | —                    | 47 977           | 2,97 %           | —                | —          | —         |
| Недействительные бюллетени                                             | —                    | 63 738           | 3,95 %           | —                | —          |           |
| Всего                                                                  | 90                   | 1 613 855        | 100              | 15               | 105        | —         |
| Источник: Elections in Asia and the Pacific: A Data Handbook: Volume 1 |                      |                  |                  |                  |            |           |

## Последствия
После выборов в стране начались митинги, из-за предполагаемой фальсификации выборов в Таласской области, где выдвигался оппозиционный политик Феликс Кулов. В первом туре он лидировал со значительным отрывом от всех оппонентов, однако во втором туре на участке №6001, где было зарегистрировано 400 избирателей проголосовало 4 000, преимущественно за Алыбая Султанова. В итоге Кулов получил 40 % голосов, а Султанов 56 %. После этого в Кара-Бууре протестующим удалось захватить здание местной администрации и арестовать начальника районного управления министерства нацбезопасности Бакыта Корубаева и начальника райотдела милиции Мансура Абасканова. Во время разгона митинга МВД Кыргызстана применило огнестрельное оружие, стреляя поверх голов. В Бишкеке пикетчики пытались прорваться в здание Конституционного суда, после неудачи они перекрыли основные дороги и направились к зданию правительства, взять которое они также не смогли. Протест был организован коалицией оппозиции «За демократию и свободные выборы», в которую входили: Демократическое движение Кыргызстана, партия «Ар Намыс» (рус. Достоинство) и Народная партия Кыргызстана. 24 марта Кулов был арестован и был освобождён только в августе.
Аскар Акаев заявил, что в случае пересмотра парламентских выборов в обществе поднимется волна недовольства из-за того, что люди устанут от большой политики.

## Реакция
ОБСЕ и Государственный департамент США заявили, что на выборах были нарушены общемировые демократические нормы:

Оба тура парламентских выборов 2000 года в Кыргызской Республике характеризовались рядом негативных тенденций, которые в конечном итоге не позволили ряду политических партий и кандидатов участвовать в выборах на справедливой и равной основе. Предвыборный период был омрачен высокой степенью вмешательства в процесс со стороны государственных должностных лиц, отсутствием независимости судов, что привело к избирательному применению правовых санкций в отношении кандидатов, а также предвзятостью в государственных средствах массовой информации.
Оригинальный текст (англ.)Both rounds of the 2000 parliamentary elections in the Kyrgyz Republic were characterised by a series of negative trends, that ultimately prevented a number of political parties and candidates from competing in the election on a fair and equal basis. The pre-election period was marred by a high degree of interference in the process by state officials, a lack of independence of the courts, resulting in a selective use of legal sanctions against candidates, and a bias in the state media.
— из отчёта ОБСЕ